# Villarramiel
Villarramiel és un municipi de la província de Palència, a la comunitat autònoma de Castella i Lleó. Limita amb la Província de Valladolid a l'oest, amb Guaza de Campos al nord, amb Autillo de Campos, Abarca de Campos i Castromocho a l'est i amb Capillas al sud.